# 사쿠마 다이스케
사쿠마 다이스케(일본어: 佐久間大介, 1992년 7월 5일 ~ )는 일본의 아이돌이며, Snow Man의 멤버이다.
애칭은 삿쿤.  도쿄도 에도가와구 출신. STARTO ENTERTAINMENT 소속.

## 약력
- 2005년 9월 25일, 쟈니즈 사무소 입소.
- 2006년 8월, 댄스 유닛 Jr.BOYS에 가입.
- 2009년, Mis Snow Man이 결성.
- 2012년 5월, Snow Man이 결성.

## 인물[2]
- 3형제로 둘째. 위 아래로 2살 차이가 난다.
- 자신의 장점은 기운 넘치고 밝은 것. 단점은 흥미가 없는 것이면 관심이 없어지는 것.
- 취미는 애니메이션 감상. 특기는 애니메이션 캐릭터의 목소리를 듣는 것만으로, 어떤 성우 분이 연기했는지 알 수 있는 것.
- 존경하는 선배는 아라시의 마츠모토 준, V6의 미야케 켄, Kis-My-Ft2의 미야타 토시야.
- 어머니가 전직 아이돌 출신이다.
- Kis-My-Ft2 미야타 토시야를 존경한다.
- 친구:쿄모토 타이가, 와타나베 쇼타

## 관련곡
- one heart-사쿠마 다이스케&와타나베 쇼타
- Acrobatic-사쿠마 다이스케&와타나베 쇼타
- Vanishing Over-사쿠마 다이스케&와타나베 쇼타
- Make It Hot-사쿠마 다이스케&와타나베 쇼타
- 終わらないMemories-사쿠마 다이스케&와타나베 쇼타
- Cry Out-사쿠마 다이스케&와타나베 쇼타

## 출연

### 영화
- HOT SNOW (2011년 7월 9일 개봉) -도이 소우지 役
- 극장판 사립 바카레아 고교 (2012년 10월 13일 개봉) -미쿠니 후우타 役
- 극장판 가면 티처 (2014년 2월 22일 개봉) -부 학생회장 役

### 드라마
- Piece (2012년 10월 ~ 12월, NTV) -마루오 유키지 役

### 음악방송
- 더 소년구락부 (2005년 ~ 현재, NHK BS 프리미엄)

### 버라이어티
- 스마시프 (2014년 3월 9일, TV 아사히)

### 라디오
- 레코멘! 다시 한 번 러브라이브! 스페셜 (2015년 8월 26일, 문화방송)
- 레코멘! 러브라이브! 스페셜, 최후의 방송 결정 (2016년 3월 30일, 문화방송)

### PV
- 슈지와 아키라 「青春アミーゴ」 (2005년)
- GYM 「フィーバーとフューチャー」 (2006년)
- 타키 앤 츠바사 「愛はタカラモノ」 (2010년)
- 타키 앤 츠바사 「REAL DX」 (2012년)
- A.B.C-Z 「Twinkle Twinkle A.B.C-Z」 (2013년)
- A.B.C-Z 「Shower Gate」 (2015년)